# Nottebohm-Fall
Der Nottebohm-Fall war ein Rechtsstreit zwischen Liechtenstein und Guatemala, der vor dem Internationalen Gerichtshof (IGH) ausgetragen wurde und mit dem Urteil vom 6. April 1955 endete. Er behandelte die Frage, unter welchen Voraussetzungen ein Staat für seine eingebürgerten Staatsangehörigen diplomatischen Schutz gewähren kann. Der IGH stellte diesbezüglich völkerrechtliche Mindestanforderungen für die Zuerkennung von Staatsangehörigkeit fest, die auch über den konkreten Fall hinaus Bedeutung erlangten.

## Ausgangsfall
Der deutsche Kaufmann Friedrich Nottebohm (* 16. August 1881 in Hamburg, † 28. Januar 1956) war im Jahre 1905 nach Guatemala ausgewandert, wo er mit seinen Brüdern in den Bereichen Handel, Bankwesen und Plantagen (vor allem Kaffeeanbau) tätig wurde. Das Geschäft florierte und Nottebohm übernahm 1937 die Geschäftsleitung.
Im April 1939 kehrte er nach Deutschland zurück. Anlässlich eines Besuchsaufenthalts im Oktober 1939 in Liechtenstein beantragte er die liechtensteinische Staatsangehörigkeit im Wege der Einbürgerung, obwohl er dort zuvor nie gelebt hatte und außer einem dort lebenden Bruder keine persönlichen und geschäftlichen Verbindungen zu Liechtenstein hatte. Er verfügte aber weiterhin über familiäre und geschäftliche Beziehungen zu Deutschland.
Unter Verzicht auf das für eine Einbürgerung bestehende Erfordernis eines dreijährigen Voraufenthalts angesichts seiner Bereitschaft, insgesamt 37.500 Schweizer Franken an die Gemeinde Mauren und den Staat Liechtenstein zu zahlen, wurde seinem am 9. Oktober 1939 gestellten Einbürgerungsantrag schon am 13. Oktober 1939 entsprochen. Nottebohm verlor dadurch seine deutsche Staatsangehörigkeit und verließ Liechtenstein im Januar 1940 nach Erhalt des liechtensteinischen Reisepasses mit einem Visum für Guatemala ausgestattet wieder in Richtung Guatemala. Die Staatsangehörigkeit Guatemalas erwarb Nottebohm trotz seines dortigen langjährigen Aufenthalts und seiner erheblichen wirtschaftlichen Aktivitäten nie.
Nach seiner Rückkehr erklärte Guatemala dem Deutschen Reich am 11. Dezember 1941 den Krieg. Im Rahmen der Deportation von Deutschen aus Lateinamerika während des Zweiten Weltkriegs, bei der die USA mit verschiedenen lateinamerikanischen Ländern zusammenarbeiteten, um über 4000 Personen deutscher Abstammung oder Staatsangehörigkeit in den USA zu internieren, wurde Nottebohm 1943 in Guatemala mit Blick auf seine deutsche Herkunft als feindlicher Ausländer verhaftet, an die USA ausgeliefert und dort bis 1946 interniert. Nach seiner Freilassung kehrte er nach Liechtenstein zurück, da ihm Guatemala die Wiedereinreise verweigerte. 1949 konfiszierte Guatemala sein im Land gelegenes Vermögen mit der Begründung, er sei ein ausländischer Feind.
Daraufhin erhob Liechtenstein am 17. Dezember 1951 für Nottebohm Klage gegen Guatemala vor dem Internationalen Gerichtshof und beantragte festzustellen, dass die Festnahme, Auslieferung und Verweigerung der Wiedereinreise sowie die entschädigungslose Enteignung Nottebohms völkerrechtswidrig gewesen seien und Guatemala zum Schadensersatz an Liechtenstein verpflichtet sei. Guatemala hielt Liechtenstein nicht für berechtigt, diplomatischen Schutz über Nottebohm auszuüben.

## Entscheidung des IGH
Der Gerichtshof wies die Zuständigkeitsrüge Guatemalas (preliminary objections) zunächst mit Urteil vom 18. November 1953 zurück. Am 6. April 1955 erging mit 11 zu 3 Stimmen das Endurteil, das die Klage als unzulässig abwies.
Nach Auffassung des IGH sollte der Erwerb der liechtensteinischen Staatsangehörigkeit im Zweiten Weltkrieg Nottebohm die Stellung des Angehörigen eines neutralen Staates sichern. Nottebohm verfügte aber über keine ausreichenden Beziehungen zu Liechtenstein, um die dort erfolgte Einbürgerung, über deren innerstaatliche Wirksamkeit der IGH nicht zu befinden hatte, jedenfalls im völkerrechtlichen Verhältnis als wirksam anzusehen.
Der IGH stellte klar, dass es jedem Land frei stehe, über sein innerstaatliches Recht zu bestimmen, wer zu seinem Staatsvolk gehören soll. Darin liege grundsätzlich kein das Völkerrecht berührender Vorgang. Denn: die Staatsangehörigkeit habe für die meisten Personen ausschließliche Effekte nur innerhalb des Rechtssystems des Staates, der die Staatsangehörigkeit verleiht, und diene der Begründung von Rechten und Pflichten des Staatsangehörigen gegenüber dem Staat, dem er angehört.
Die Frage des diplomatischen Schutzes im Ausland regle dagegen nicht das nationale, sondern das Völkerrecht. Insbesondere bei Doppelstaatern könne es dabei zu Konflikten kommen, die dadurch gelöst werden, dass auf die tatsächliche und effektive Staatsangehörigkeit (real and effective nationality) abgestellt werde. Diese bestimme sich danach, zu welchem Staat der Betroffene die stärkeren tatsächlichen Bindungen habe, wobei Wohnsitz, Mittelpunkt seiner Interessen, familiäre Bindungen, Teilnahme am öffentlichen Leben, Verbundenheit zu einem bestimmten Land, die er seinen Kindern vermittele, usw. zu berücksichtigen seien. Es handle sich hierbei um ein Rechtsband (legal bond), das auf der sozialen Tatsache der Verbundenheit (social fact of attachment), einer echten Verbindung (genuine connection) von Existenz, Interessen und Gefühlen sowie dem Bestehen gegenseitiger Rechte und Pflichten beruhe. Man könne sagen, dass es der juristische Ausdruck der Tatsache sei, dass die Person, der die Staatsangehörigkeit zuerkannt werde, sei es direkt durch das Gesetz oder als Ergebnis einer Handlung der Behörden, tatsächlich enger mit der Bevölkerung des Staates verbunden sei, der die Staatsangehörigkeit verleihe, als mit der irgendeines anderen Staates.
Diese Grundsätze übertrug der IGH auf den Fall Nottebohm. Die nationalen Regelungen über die Verleihung der liechtensteinischen Staatsangehörigkeit müssten von der Völkergemeinschaft nicht akzeptiert werden, wenn keine echte Verbindung (genuine connection) des Betroffenen zum Staat bestehe, dessen diplomatischen Schutz er in Anspruch nehme.
Der IGH stellte fest, dass Nottebohm seit seiner Geburt deutscher Staatsbürger war, stets Verbindungen zu in Deutschland verbliebenen Familienmitgliedern und Freunden aufrechterhalten und stets Geschäftsbeziehungen zu diesem Land hatte. Sein Land habe sich seit mehr als einem Monat im Krieg befunden, und nichts habe darauf hingedeutet, dass Nottebohms damaliger Antrag auf Einbürgerung durch den Wunsch motiviert gewesen sei, sich von der Regierung seines Landes zu distanzieren. Er sei seit 34 Jahren in Guatemala ansässig. Er habe dort seine Aktivitäten ausgeübt. Dort sei der Mittelpunkt seiner Interessen gewesen. Er sei kurz nach seiner Einbürgerung dorthin zurückgekehrt, und es sei der Mittelpunkt seiner Interessen und seiner Geschäftsaktivitäten geblieben. Er sei dort geblieben, bis er 1943 aufgrund von Kriegsmaßnahmen ausgewiesen worden sei. Später habe er versucht, dorthin zurückzukehren, und sich nun über die Weigerung Guatemalas beschwert, ihn wiederaufzunehmen. Auch in Guatemala habe es mehrere Mitglieder seiner Familie gegeben, die versucht hätten, seine Interessen zu wahren.
Im Gegensatz dazu seien seine tatsächlichen Verbindungen zu Liechtenstein äußerst dürftig gewesen. Er habe keinen festen Wohnsitz und keinen längeren Aufenthalt in diesem Land zum Zeitpunkt seines Einbürgerungsantrags gehabt. Mit der Klage wurde vorgetragen, dass er dort einen Besuch abgestattet habe, und es sei der vorübergehende Charakter dieses Besuchs durch die Aufforderung, das Einbürgerungsverfahren unverzüglich einzuleiten und abzuschließen, bestätigt worden. Die Absicht, sich dort niederzulassen, sei zu diesem Zeitpunkt nicht geäußert oder in den folgenden Wochen, Monaten oder Jahren verwirklicht worden – im Gegenteil, er sei sehr bald nach seiner Einbürgerung nach Guatemala zurückgekehrt und habe jede Absicht gezeigt, dort zu bleiben. Soweit Nottebohm 1946 nach Liechtenstein gegangen sei, sei dies geschehen, weil Guatemala ihn nicht habe wiederaufnehmen wollen. Es gebe keine Hinweise auf die Gründe, die den Verzicht auf das Wohnsitzerfordernis des liechtensteinischen Staatsbürgerschaftsgesetzes von 1934 rechtfertigten, der ihm stillschweigend gewährt worden sei. Es sei auch nicht behauptet worden, dass er in Liechtenstein wirtschaftliche Interessen oder Tätigkeiten ausgeübt habe oder ausüben werde, und es sei auch keine Absicht geäußert worden, alle oder einen Teil seiner Interessen und Geschäftstätigkeiten nach Liechtenstein zu verlegen. Die einzigen Verbindungen zwischen dem Fürstentum und Nottebohm seien die bereits erwähnten kurzen Aufenthalte und die Anwesenheit eines seiner Brüder in Vaduz.
Infolgedessen war Guatemala nicht verpflichtet, Nottebohm als Liechtensteiner zu behandeln und Liechtenstein hatte kein Recht zur Ausübung diplomatischen Schutzes.

## Bedeutung der Entscheidung des IGH
Der IGH hat mit der Entscheidung im Fall Nottebohm Grenzen für die Gestaltungsfreiheit des nationalen Staatsangehörigkeitsrechts aufgezeigt, soweit es um die internationale Anerkennung der Staatsangehörigkeit geht. Die Entscheidung betrifft nicht nur Einbürgerungen wie im Falle Nottebohm, sondern auch jede andere Form des Erwerbs, z. B. kraft Abstammung.
Die Entscheidung wurde in der Völkerrechtslehre kontrovers diskutiert. Kritiker führten an, dass die nationalen Staatsangehörigkeitsregelungen in der Welt vielfältig seien, zum Teil deutlich schwächere Anknüpfungspunkte für den Erwerb ausreichend sein ließen und teilweise auch auf einen permanenten Aufenthalt im Land verzichteten. Ein Staatsangehörigkeitserwerb im Wege des ius soli sei beispielsweise schon dann völkerrechtlich anerkannt, wenn die Geburt nur zufällig auf dem Staatsgebiet erfolge. Ebenso könne eine Staatsangehörigkeit auf der Grundlage des ius sanguinis völkerrechtlich wirksam erworben werden, wenn die Eltern im Ausland lebten und der Betreffende selbst niemals in seinem Heimatland lebt. Daher sei eine einheitliche Praxis der Völkerrechtsgemeinschaft (state practice) nicht zu beobachten gewesen. Hinzu komme, dass im Fall Nottebohm kein Staat mehr für dessen diplomatischen Schutz zuständig sei, was Art. 15 der Allgemeinen Erklärung der Menschenrechte, wonach jeder das Recht auf eine Staatsangehörigkeit habe, widerspreche. Die Entscheidung sei nur aus der Nachkriegssituation verständlich, um
Liechtenstein den diplomatischen Schutz für den früheren deutschen Staatsangehörigen Nottebohm zu versagen, nicht um die rechtliche Wirksamkeit der Einbürgerung in Frage zu stellen.
Die International Law Commission (ILC) und weite Teile der Lehre interpretieren das Urteil als Entscheidung über den besonderen Fall Nottebohms. Sie gehen davon aus, dass der IGH keine allgemeine Regel für alle Staaten aufstellen wollte. Die ILC habe sich 2006 in Art. 4 ihres Entwurfs über den diplomatischen Schutz  vom Nottebohm-Urteil dadurch distanziert, dass sie die Ausübung diplomatischen Schutzes nicht vom Vorliegen einer „natürlichen Nahebeziehung“ abhängig mache.
Das Urteil des IGH sei dennoch ein Akt der Rechtsschöpfung, der zum Ausgangspunkt einer entsprechenden Regel des Völkergewohnheitsrechts werden könne.
Für Liechtenstein bedeutete die Entscheidung das Ende der Finanzeinbürgerung.
Nottebohm starb am 28. Januar 1956 im Alter von 74 Jahren in Liechtenstein an den Folgen eines Unfalls.